# Marija Sur

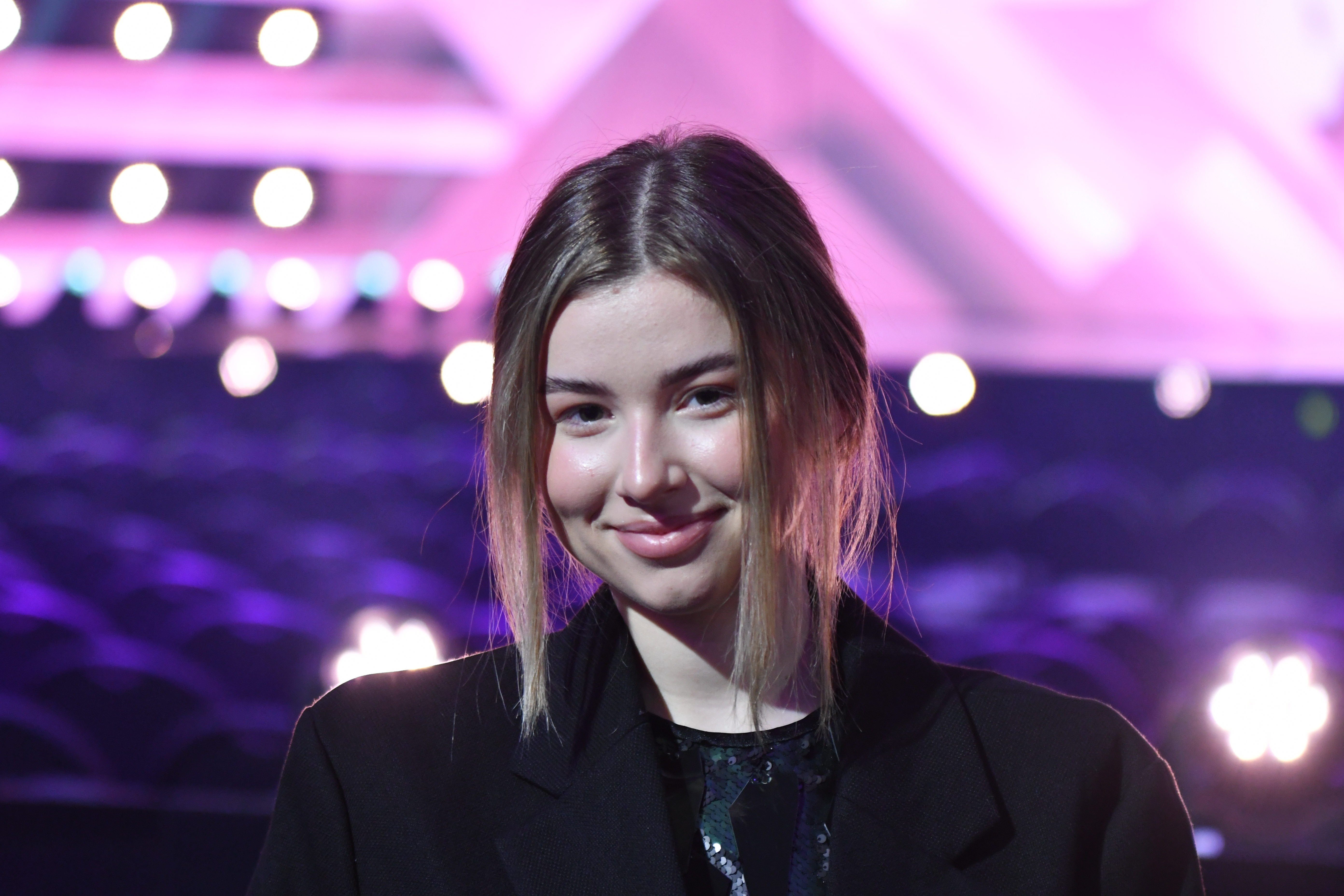
Marija Sur (2024)

Marija Sur (ukrainisch Марія Сур; * 31. Dezember 2004 in Saporischschja) ist eine ukrainische Sängerin.

## Leben und Karriere
Sur wurde am 31. Dezember 2004 in Saporischschja geboren und ist dort aufgewachsen. Sie nahm 2022 an Holos Krajiny, der ukrainischen Version von The Voice, teil. Aufgrund des russischen Überfalls auf die Ukraine floh Sur mit ihrer Mutter nach Schweden und konnte somit nicht weiter an der Show teilnehmen. In Schweden nahm Sur Kontakt mit der Künstlerin Sarah Dawn Finer auf, die ihr einen Auftritt bei der Spendegala Hela Sverige skramlar in der Avicii Arena verschaffte, bei dem Sur den Song Survivor von Destiny’s Child sang. Dies brachte ihr einen Plattenvertrag bei Warner Music Sweden ein. Im selben Jahr veröffentlichte sie ihre Debütsingle That's The Way.
Sur nahm mit dem von Anderz Wrethov und Laurell Barker geschriebenen Song Never Give Up am Melodifestivalen 2023 teil. Sie trat im zweiten Halbfinale auf und konnte sich direkt für das Finale am 11. März 2023 in der Friends Arena qualifizieren. Im Finale erreichte sie mit 47 Punkten den neunten Platz.
Am 1. Dezember 2023 wurde sie als Teilnehmerin des Melodifestivalen 2024 vorgestellt. Mit ihrem Lied When I'm Gone trat sie im zweiten Halbfinale, am 10. Februar 2024 an und konnte sich wie im Vorjahr erneut direkt für das Finale am 9. März 2024 qualifizieren. Dort erreichte sie mit 72 Punkten den siebten Platz.
Sur besucht derzeit die Musikschule Lilla Akademien in Stockholm und studiert per Fernstudium an einer Schule in der Ukraine. Sie spricht Ukrainisch und Englisch und lernt Schwedisch.

## Diskografie

### Singles
- 2021: Bad Boy
- 2021: Камуфляж
- 2022: That’s The Way
- 2023: Never Give Up
- 2024: When I'm Gone
- 2024: Dance Alone
- 2025: Follow